# خان المحمودية
خان المحمودية 
ويقع على طريق بغداد-المحمودية ويأتي بعد خان آزاد أو خان الزاد بساعة ونصف للقادم من بغداد إلى المحمودية.ذكر ذلك الرحالة هنري سوينسون كاوبر الذي مر باطلال خان الزاد عام 1892، وذكر انه كان مهجوراً، وهناك خان يبعد عنه ساعة ونصف قد بني قبل فترة قريبة يسمى خان المحمودية. ويستمر قائلاً ان خان المحمودية لم يكن موجوداً عند زيارة جيمس سلك بكنغهام الى خان اساد (Assad khan) عام 1827م،
 ولا عند مرور  أوستن هنري لايارد الذي مر بخان الزاد أثناء رحلته إلى بابل عام 1849.
 فلم يشاهدا ولم يشيرا إلى وجود خان في المحمودية عند مرورهم فيها.
وكذلك عالي بك مدير الديون العمومية في الدولة العثمانية الذي كان يقوم برحلة عمل، وقد زار المنطقة عام 1303ه‍/ 1885م، وقد ذكر: انه بعد أن اجتزنا جسر نهر الخر، تقدمنا ثلاث ساعات ووصلنا لأطلال خان يسمى (آزاد خان) ثم وصلنا بعد ذلك إلى مركز ناحية المحمودية. ولم يذكر أو يشير إلى وجود خان في ناحية المحمودية.
والراجح ان خان المحمودية قد شيد في الفترة المحصورة بعد سنة 1885 وقبل سنة 1892، ونستنتج ذلك من المعطيات الاتية:
- لان سنة 1885 السنة التي زار فيها علي بك مدير الديون العمومية العثمانية ناحية المحمودية ولم يذكر أو يشاهد أو يشير إلى وجود خانا فيها، علما انه ذكر أن في طريقه مر باطلال خان سماه (ازاد خان) ثم دخل ناحية المحمودية.
- أما سنة 1892 هو وصول هنري سوينسون كاوبر إلى المحمودية وذكر انه شاهد خان المحمودية الذي شيد قبل فترة. ثم  أشار ان خان المحمودية لم يكن موجودا عند زيارة الرحالة جيمس سلك بكنغهام سنة 1827 ولم يكن موجودا عند زيارة عالم الآثار أوستن هنري لايارد سنة 1849 إلى المنطقة في طريقه إلى بابل. اي ان هذا الخان (المحمودية) قد تم تشيده في السنوات الأخيرة من العقد قبل الاخير او أوائل العقد الأخير من القرن التاسع عشر  اي بين (1886-1891) حسب الوقائع التاريخية اعلاه.

وبعدها كما يسرد الرحالة هنري سوينسون كاوبر فيقول: تركنا خان المحمودية وقمنا برحلة دامت ساعة وثلاثة أرباع الساعة حتى وصلنا خان كبير آخر غير مستخدم يدعى بيرونوس أو كما يقول البعض خان بير يونس وهو البئر الذي يُقال إن النبي يونس استراح عنده.
أما صحة هذه المعلومة فلا أجزم بها، لكن يُنطق الاسم وكأنه كلمة واحدة — بيرونوص (بير النص).